# Nicholas Rusher
Nicholas „Nick“ Rusher (* 10. Juni 1999) ist ein Ruderer aus den Vereinigten Staaten. Er war 2024 Olympiadritter im Achter.

## Sportliche Karriere
Rusher studierte und ruderte an der Yale University. 2023 graduierte er und trainierte danach beim California Rowing Club in Oakland.
Bei den U23-Weltmeisterschaften 2021 gewann Rusher die Silbermedaille mit dem Achter. Im nächsten Jahr nahm Rusher erstmals an den Weltmeisterschaften in der Erwachsenenklasse teil. Der US-Achter mit Alexander Karwoski, Nicholas Rusher, Michael Clougher, Liam Corrigan, Michael Knippen, Andrew Gaard, Christopher Carlson, Pieter Quinton und Steuermann James Catalano ruderte auf den vierten Platz mit anderthalb Sekunden Rückstand auf die drittplatzierten Australier.
Am 21. Mai 2024 gewann der US-Achter in Luzern die Olympia-Qualifikationsregatta der letzten Chance. In Luzern bestand die Besatzung aus Henry Hollingsworth, Nicholas Rusher, Christian Tabash, Clark Dean, Christopher Carlson, Peter Chatain, Evan Olson, Pieter Quinton und Steuermann Rielly Milne. In dieser Besetzung trat der Achter auch bei den Olympischen Spielen in Paris an. Dort siegte der britische Achter vor den Niederländern, 1,36 Sekunden dahinter überquerte das Boot aus den Vereinigten Staaten die Ziellinie. Die viertplatzierten Deutschen kamen viereinhalb Sekunden später ins Ziel.

## Familie
Nicholas Rusher stammt aus einer Ruderer-Familie. Seine Mutter Cynthia Eckert gewann 1992 olympisches Silber, sein Vater John Rusher erkämpfte 1988 olympisches Bronze. Nicholas’ Schwester Alison Rusher ruderte 2021 bei den Olympischen Spielen in Tokio.